# 王石谷祠
王石谷祠位于中国江苏省常熟市城区，原址在北门大街50号，王忠壮公祠旁。咸丰十年为太平军所毁，随后重建，包括主厅与两侧的回廊，建筑面积112平方米，主厅“来青阁”面阔五开间。1982年11月17日，王石谷祠公布为常熟市文物保护单位。2012年投资将王石谷祠从北门大街就近迁建至虞山中路的西南侧，在虞山公园内依山而建，10月17日作为王石谷纪念馆免费开放，纪念清初画圣王翚（1632—1717）。